# Hanine Y Son Cubano
Hanine y Son Cubano est un groupe libanais, qui fusionne musique cubaine et musique arabe.

## Histoire
Hanine y Son Cubano est un projet de l'artiste visionnaire et producteur libano-grec Michel Éléftériadès (directeur du label Elef Records), qui un jour, assis dans un café cantante de la Havane, entouré de sons afro-cubains, se surprit à chantonner un classique de la musique arabe, « Ya habibi ta’ala » de la diva arabe Asmahan. L'idée lui vint alors instantanément de fusionner les genres musicaux cubains et arabes.
Michel Éléftériadès mit deux ans à réaliser ce projet. Il sélectionna sept des meilleurs musiciens cubains, leur choisissant pour chanteur le légendaire Marcelino Linares, qui décéda en 2000, deux jours avant le premier concert de lancement du concept. Il auditionna ensuite une centaine de chanteuses avant de choisir Hanine Abou Chakra, jeune chanteuse libanaise de musique classique arabe qui terminait sa dernière année au conservatoire. Le projet connut un succès fulgurant. La musique arabo-cubaine était née.